# لويس ريوخا
لويس خيسون ريوخا غونزاليس (بالإسبانية: Luis Jesús Rioja González؛ مواليد 16 أكتوبر 1993) لاعب كرة قدم إسباني يلعب جناحًا لنادي ديبورتيفو ألافيس في الدوري الإسباني.

## المسيرة الاحترافية
ولد لويس ريوخا في قرية لاس كابيزاس دي سان خوان بمقاطعة إشبيلية بإقليم أندلسية في إسبانيا. وتخرج من أكاديمة نادي كابيسينسي للناشئين. لعب أول مباراة مع الفريق الأول في 2 سبمتبر 2012 مشاركًا في الـ22 دقيقةٍ الأخيرة في مباراة في الدرجة الثالثة فاز بها فريقُهُ بنتيجة 2–0 أمام الفريق الرديف لنادي قادش.
سجل ريوخا هدفه الأول مع الفريق الأول في 18 نوفمبر 2012 في فوزه فريقه بنتيجة 4–0 على نادي أركوس وأنهى الموسم برصيد 4 أهداف في 35 مشاركة. في 27 يونيو 2013، وقع على عقد لمدة ثلاث سنوات مع ريال مدريد وعُيّن لفريق ريال مدريد ج الناشط في الدرجة الثانية بي.
في 27 يوليو 2017، انضم ريوخا إلى فريق دريف آخر هو سلتا فيغو ب في الدرجة الثالثة. في 4 يناير 2017، انتقل إلى نادي ماربيَّا الذي ينافس في نفس الدرجة.
في 23 يوليو 2018، وافق ريوخا على الانضمام لنادي الدرجة الثانية ألميريا. لعب أول مباراة بألوان الأخير في 17 أغسطس في مباراة خسرها ألميريا بنتيجة 1–0 على أرض قادش.
سجل ريوخا أول هدف احترافي له بتاريخ 26 أغسطس 2018، مسجلًا هدف فريقه الوحيد في تعادل فريقه بنتيجة 1–1 على أرضه أمام تينيريفي. ومن لاعبي فريقه الأساسيين في موسم 2018–19، حيث شارك في 39 مباراة سجل خلالها 4 أهداف.

### ألافيس
في 1 يوليو 2019، انضم ريوخا بموجب عقد مدته أربع سنوات إلى نادي الدرجة الأولى ديبورتيفو ألافيس والذي دفع شرطه الجزائي. ولعب أول مباراة له بقميص إيل غلوريوسو في 18 أغسطس وكان أساسيًّا في المباراة والتي خسرها ألافيس على أرضه بنتيجة 1–0 أمام ليفانتي.